# Niels Pedersen Slange

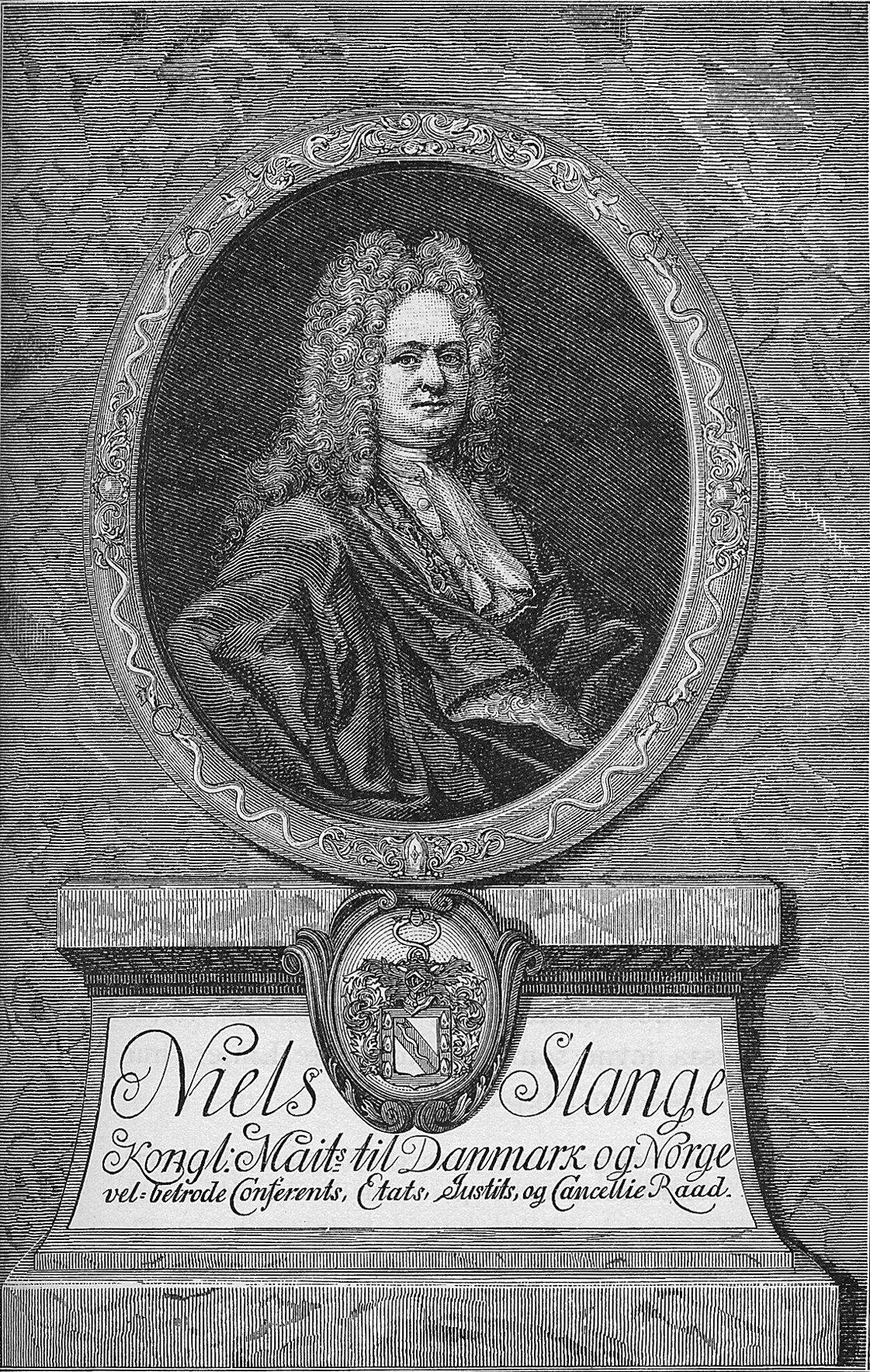
Niels Pedersen Slange.

Niels Pedersen Slange, född den 26 juli 1656 i Slagelse, död den 21 juli 1737, var en dansk historieskrivare, son till Peder Villadsen.
Slange blev 1681 sekreterare i kansliet och 1730 assessor där; 1723 hade han blivit konferensråd, var sedan 1702 därjämte assessor i Höjesteret och adlades 1731. Han skrev Kristian IV:s historie, som utgavs av Hans Gram med rättelser och tillägg 1749 (2 band folio) och sedan översattes till tyska av J.H. Schlegel (1757-71).